# Episodi di Doom Patrol (terza stagione)
La terza stagione della serie televisiva Doom Patrol, composta da 10 episodi, è stata distribuita sul servizio streaming HBO Max dal 23 settembre all'11 novembre 2021.
In Italia la stagione è inedita.
| n° | Titolo               | Prima TV USA      | Prima TV Italiano |
| -- | -------------------- | ----------------- | ----------------- |
| 1  | Possibilities Patrol | 23 settembre 2021 | inedita           |
| 2  | Vacay Patrol         | 23 settembre 2021 | inedita           |
| 3  | Dead Patrol          | 23 settembre 2021 | inedita           |
| 4  | Undead Patrol        | 30 settembre 2021 | inedita           |
| 5  | Dada Patrol          | 7 ottobre 2021    | inedita           |
| 6  | 1917 Patrol          | 14 ottobre 2021   | inedita           |
| 7  | Bird Patrol          | 21 ottobre 2021   | inedita           |
| 8  | Subconscious Patrol  | 28 ottobre 2021   | inedita           |
| 9  | Evil Patrol          | 4 novembre 2021   | inedita           |
| 10 | Amends Patrol        | 11 novembre 2021  | inedita           |

## Possibilities Patrol
- Diretto da: Dermott Downs
- Scritto da: Tamara Becher-Wilkinson e Eric Dietel & Shoshana Sachi

### Trama
Dopo che Dorothy riesce a sottomettere il Candlemaker, convincendolo che possono collaborare, anziché essere nemici, la Doom Patrol viene liberata dalla cera e Caulder muore di vecchiaia. Una settimana dopo, il gruppo cerca di riprendersi in vari modi: Rita abbandona la sua carriera attoriale; Larry affronta lo Spirito Negativo che lo convince a lasciarsi finalmente andare; Vic rintraccia Roni, che sta progettando di far saltare in aria un edificio e la denuncia all'FBI; Cliff viene affrontato dal fantasma di Caulder, che tenta senza successo di convincere Cliff a creamare il suo corpo, in modo che il suo spirito possa andare avanti. Nell'"underground", Jane scopre che Miranda è in realtà la manifestazione di tutte le emozioni negative che gli alter ego hanno accumulato negli anni e tenta di impossessarsi completamente del corpo fisico di Jane. Con l'aiuto di Kay e di altri alter ego, Jane usa un aereo per fuggire dall'"underground" e riprendere il controllo del suo corpo. Larry lascia la Doom Patrol e si dirige nello spazio. Una settimana dopo arriva una donna misteriosa a bordo di un mezzo che sbuca dal sottosuolo e che sta cercando Caulder. A metà dei titoli di coda, nello Yukon settentrionale, Kipling disseppellisce il corpo di Caulder, prendendone la testa, affermando che il suo tempo non è ancora finito.
- Altri interpreti: Lex Lang (Candlemaker)

## Vacay Patrol
- Diretto da: Christopher Manley
- Scritto da: Tom Farrell

### Trama
- Altri interpreti: Stephen Murphy (Garguax), Billy Boyd (Samuelson), Bethany Anne Lind (Clara Steele) Walnette Marie Santiago  (Mel)

## Dead Patrol
- Diretto da: Christopher Manley
- Scritto da: Jeremy Carver e Steve Yockey

### Trama
- Altri interpreti: Ty Tennant (Edwin Payne), Sebastian Croft (Charles Rowland), Madalyn Horcher (Crystal Palace)

## Undead Patrol
- Diretto da: Kristin Windell
- Scritto da: Tamara Becher-Wilkinson

### Trama
- Altri interpreti:

## Dada Patrol
- Diretto da: Kristin Windell
- Scritto da: Shoshana Sachi

### Trama
- Altri interpreti: Wynn Everett (Shelley Byron / The Fog), Miles Mussenden (Lloyd / Fenzy), Gina Hiraizumi (Sachiko)

## 1917 Patrol
- Diretto da: Omar Madha
- Scritto da: April Fitzsimmons

### Trama
- Altri interpreti: Wynn Everett (Shelley Byron / The Fog), Miles Mussenden (Lloyd / Fenzy), Gina Hiraizumi (Sachiko), Micah Joe Parker (Malcolm), Charity Cervantes (Isabel Feathers)

## Bird Patrol
- Diretto da: Omar Madha
- Scritto da: Ezra Claytan Daniels

### Trama
- Altri interpreti:

## Subconscious Patrol
- Diretto da: Rebecca Rodriguez
- Scritto da: Tanya Steele

### Trama
- Altri interpreti:

## Evil Patrol
- Diretto da: Rebecca Rodriguez
- Scritto da: Eric Dietel

### Trama
- Altri interpreti:

## Amends Patrol
- Diretto da: Harry Jierjian
- Scritto da: Chris Dingess

### Trama
- Altri interpreti: